# کرن
کُرُن نام علامتی است در موسیقی ایرانی که با گذاشته‌شدن قبل از هر نت، آن را به اندازهٔ ربع پرده یا در معنی دقیق‌تر کمتر از نیم‌پرده بم می‌کند. این علامت از ابداعات علی‌نقی وزیری هنگام ارائهٔ سبک اروپایی برای نت‌نویسی موسیقی ایرانی است.
میزان ارزش ریاضی این نشان با نصف نشان بمل برابری می‌کند.
نام این علامت از طریق اعمال ریاضی روی مقدار عددی حروف تشکیل دهندهٔ نام «علی نقی» براساس ترتیب ابجد حاصل شده‌است. به این گونه که عدد حروف را با هم جمع کرده و حاصل را به صورت مجموع چند عدد دیگر نمایش می‌دهند:
- ع = ۷۰، ل= ۳۰، ی= ۱۰، ن= ۵۰، ق= ۱۰۰، ی= ۱۰

مجموع این اعداد برابر با ۲۷۰ است و علی‌نقی وزیری این عدد را یکبار به عنوان جمع اعداد ۲۰، ۲۰۰ و ۵۰ در نظر گرفته‌است و با تبدیل دوباره از عدد به حرف متناظر آن، کلمهٔ «کرن» را حصل کرده‌است.

نمایش نویسه این نماد موسیقی همراه با کدگذاری سُری (کدگذاری شده با شماره U+1D1E9 و U+1D1EA) که در موسیقی کلاسیک ایرانی برای ربع پرده کاربرد دارند، به استاندارد یونی‌کُد در نسخه ۱۴.۰.۰ اضافه شده است.